# Force terrestre moldave
La force terrestre moldave, connue officiellement sous le nom de commandement des forces terrestres, est la composante terrestre de l'armée nationale des forces armées moldaves, créées après la dislocation de l'Union soviétique entre 1991 et 1992.

## Histoire

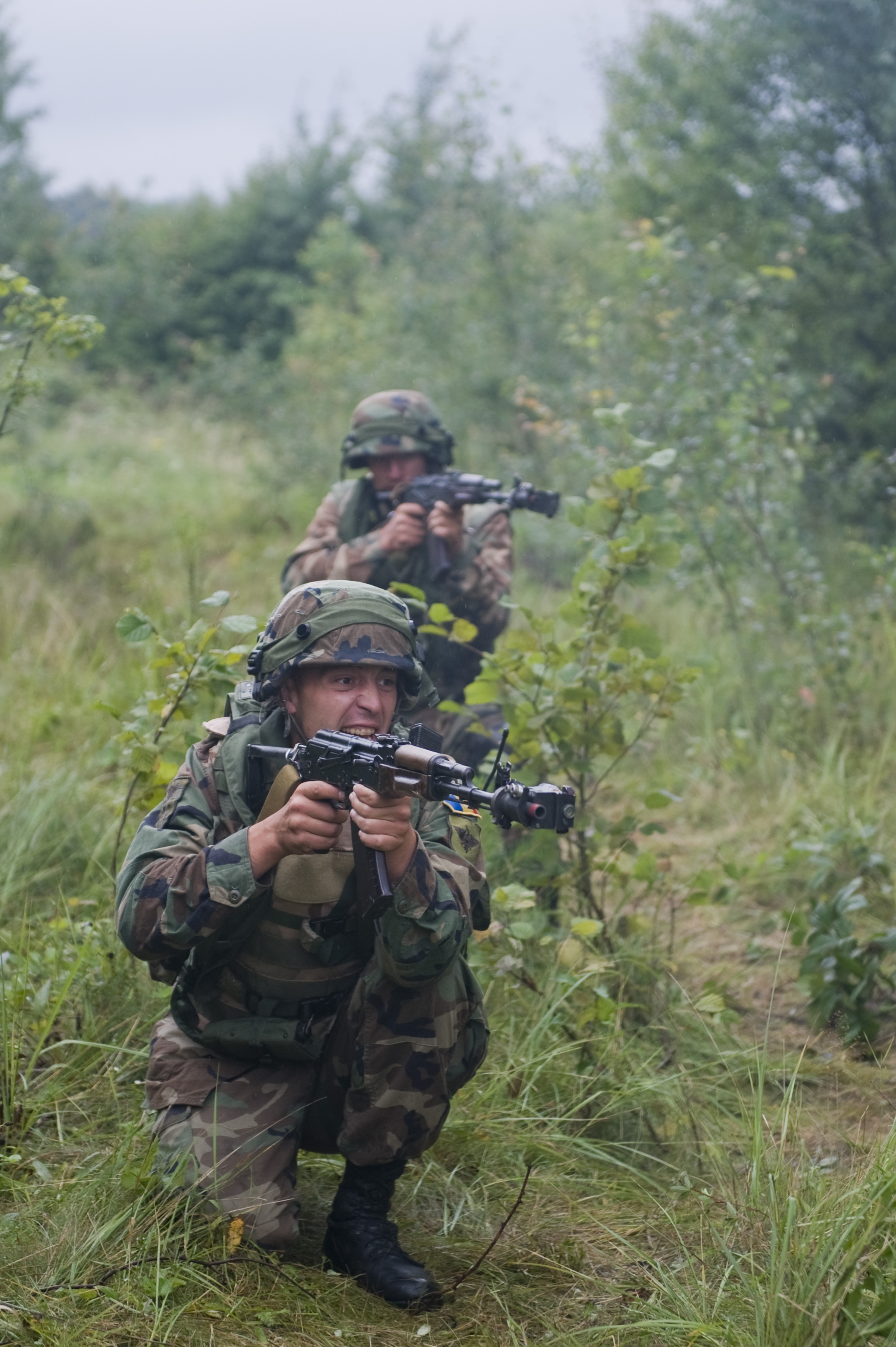
Les forces moldaves s'entraînent en Ukraine lors de l'exercice Rapid Trident en 2011.

Au début de 1994, l'armée moldave (relevant du ministère de la Défense) se compose de 9 800 hommes organisés en trois brigades d'infanterie motorisée, une brigade d'artillerie et un bataillon de reconnaissance/d'assaut. Son équipement se compose de cinquante-six défenses antimissiles balistiques ; soixante-dix-sept véhicules blindés de transport de troupes ; dix-huit unités d'artillerie remorquées de 122 mm et cinquante-trois de 152 mm ; neuf canons/ mortiers combinés de 120 mm ; des antichars guidés : soixante-dix AT-4 Spigot, dix-neuf AT-5 Spandrel et vingt-sept AT-6 Spiral ; un lanceur sans recul SPG-9 de 73 mm, quarante-cinq canons antichars MT-12 de 100 mm ; et des canons de défense aérienne : trente ZU-23 de 23 mm et douze S-60 57 de mm. La Moldavie a reçu des armes provenant d'anciens stocks soviétiques maintenus sur le territoire de la république ainsi que des quantités indéterminées d'armes en provenance de Roumanie, notamment au plus fort des combats avec la Transnistrie.
En 2006-2007, l'armée est réduite à un effectif de 5 710 hommes, dont trois brigades de fusiliers motorisés, une brigade d'artillerie et des bataillons indépendants de la SF et du génie, ainsi qu'une unité de garde indépendante. L'équipement comprend 44 AIFV BMD-1 et 266 APC, dont 91 TAB-71, ainsi que 227 pièces d'artillerie. Le commandement des forces terrestres modernes est créé le 25 décembre 2008. En 2010, l'armée est encore réduite à 5 148 (3 176 soldats professionnels et 1 981 conscrits), ajoutés à 2 379 forces paramilitaires. La force de réserve se compose de 66 000 hommes. L'équipement comprend 44 véhicules de combat d'infanterie BMD-1 P, 164 APC (100 à roues, dont 89 TAB-71 (en) M roumains et 64 à chenilles, BTR et MT-LB), 148 pièces d'artillerie (69 remorqués, 9 canons automoteurs 2S9, et 11 lance-roquettes multiples Ouragan) ; 117 missiles antichars (AT-4, AT-5 et AT-6 de fabrication soviétique), plus de 138 canons sans recul, 36 canons antichars remorqués et 37 canons antiaériens remorqués (de 23 mm et de 57 mm).

## Structure
- Unités d'infanterie :

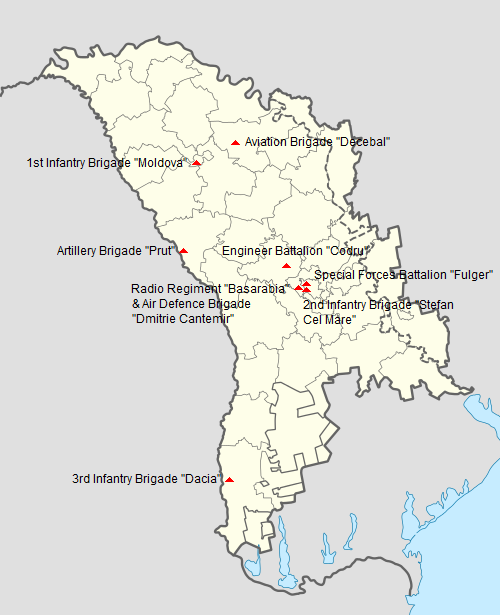
Carte des unités militaires en Moldavie.

  - 1re brigade d'infanterie motorisée « Moldavie » — Bălți
  - 2e brigade d'infanterie motorisée « Stefan Cel Mare » — Chișinău
  - 3e brigade d'infanterie motorisée « Dacia » — Cahul
  - 22e bataillon de maintien de la paix — Chișinău
- Division d'artillerie « Prout » — Ungheni
- Bataillon du génie indépendant « Codru » — Negrești, Strășeni
- Régiment de radio indépendant « Basarabia » — Durlești, Chișinău
- Bataillon indépendant des forces spéciales « Fulger » — Durlești, Chișinău
- Entreprise indépendante de protection — Negrești, Strășeni
- Bataillon de la garde[7] — Chișinău
  - Compagnie de garde d'honneur de cérémonie
  - Compagnie de garde
  - Compagnie de police militaire
  - Compagnie d'état-major général
  - Entreprise automobile
  - Compagnie d'assurance
- 1er bataillon indépendant de casques bleus — Cocieri, district de Dubăsari
- 3e bataillon indépendant de Casques bleus — Coșnița, district de Dubăsari
- Compagnie d'infanterie indépendante des Casques bleus — Varnița, Anenii Noi

## Galerie

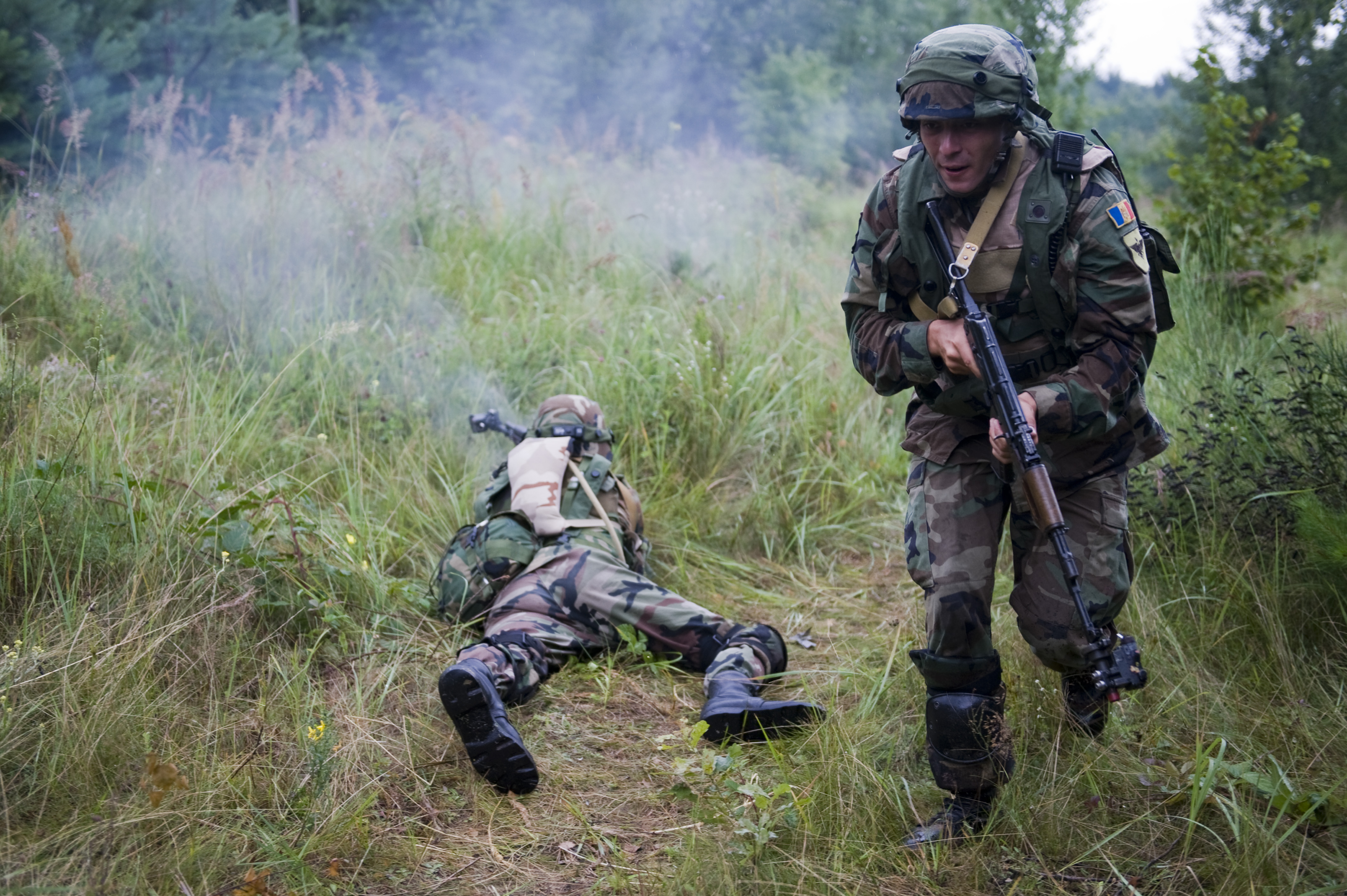
Forces moldaves lors de l'exercice Rapid Trident en 2011.
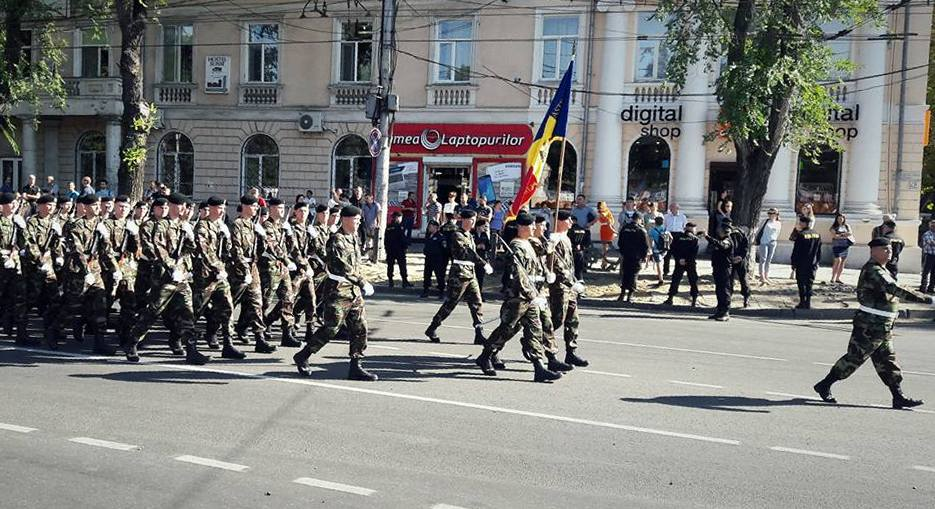
Parade de la 2e brigade d'infanterie motorisée « Stefan Cel Mare ».
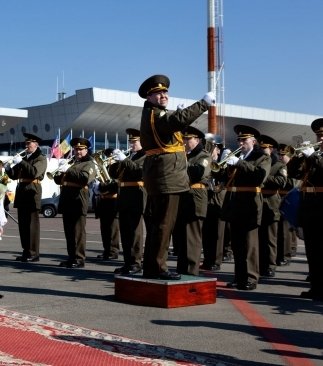
Orchestre Présidentiel de la république de Moldavie.
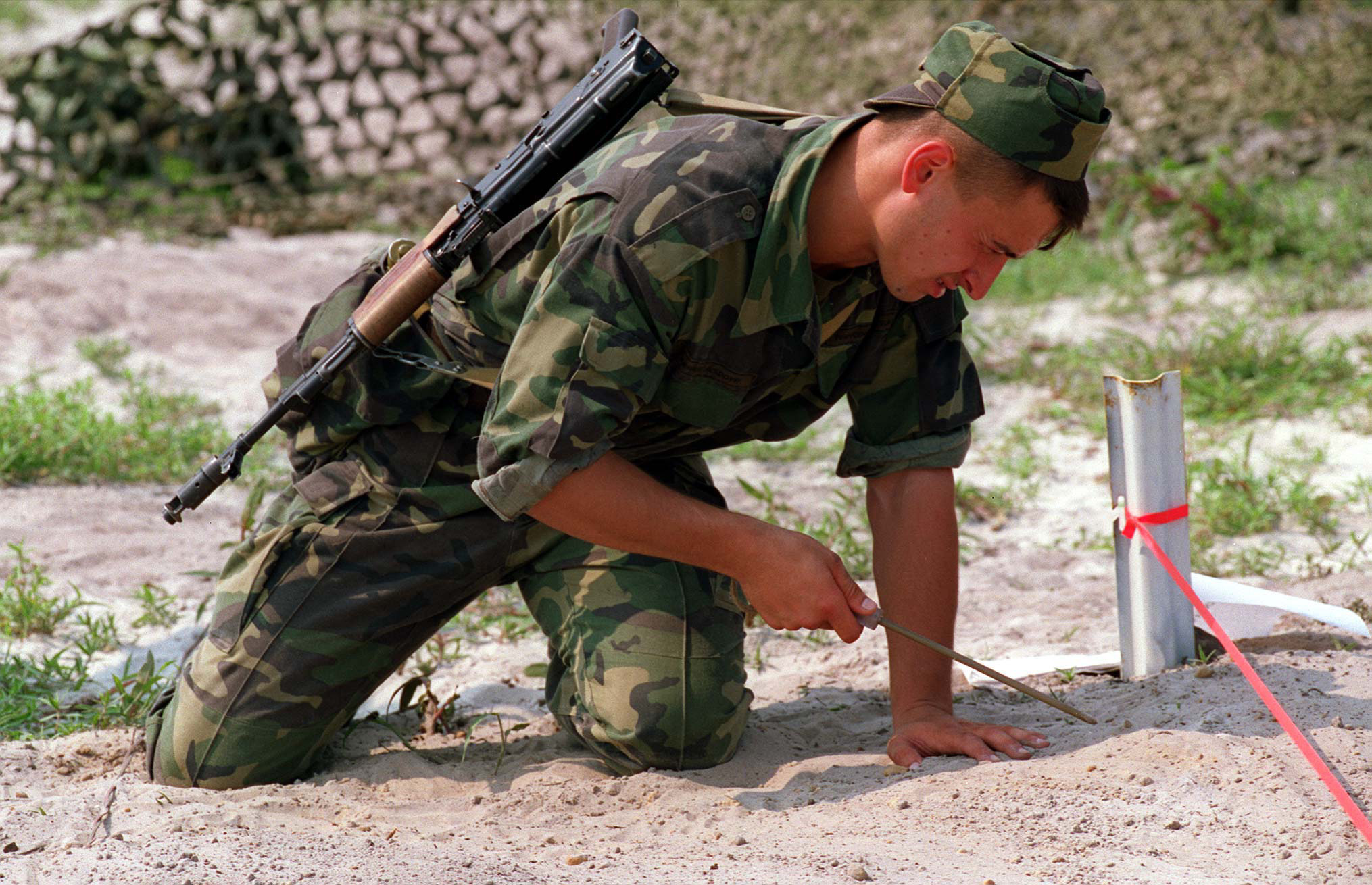
Soldat moldave s'entraînant à des opérations de déminage.
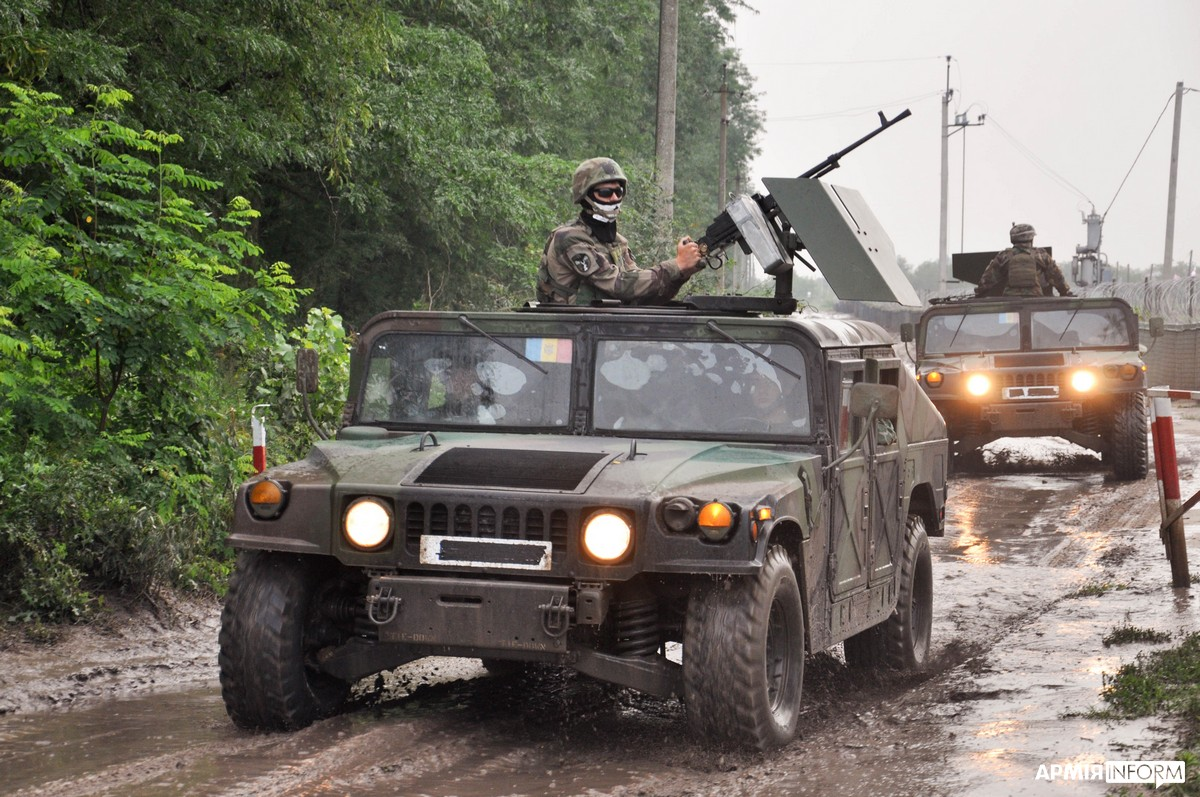
Humvee moldave.